# Цзін-Цзінь-Цзі
Цзін-Цзінь-Цзі 京津冀 (Jing-Jin-Ji, JJJ) — міська агломерація, урбанізований район на півночі Китайської Народної Республіки, який має утворити спільну інфраструктуру для трьох регіонів: історичної метрополії Пекін 北京, портової економічної зони Тяньцзінь 天津 та провінції Хебей (історична назва Цзі 冀). У адміністративному сенсі провінція Хебей складає самостійну одиницю, але географічно вона оточує два відповідних міста прямого підпорядкування з трьох боків суходолу та є головним постачальником робочої сили в регіоні. З поступовим злиттям Пекіна та Тяньцзіня в єдиний економічний простір, інтеграція трьох адміністративних одиниць утворює баланс між головними економічно розвиненими регіонами країни: південним, із центром Гонконг-Шеньчжень (див. Дельта Перлинної річки), центральним (Шанхай та дельта Янцзи), та північним, на березі Бохайвань.
Утворена таким чином нова економічна зона буде мати населення понад 100 мільйонів осіб, тобто складатиме 10 % від населення КНР та у 5 разів перевищуватиме населення Нью-Йоркської метрополії.
Ідея утворення велетенського мегаполіса виникла у 2004 році, але її втілення відбувалося повільно. 2008 року відкрито швидкісну залізничну колію Пекін-Тяньцзінь, яка скоротила пересування між двома містами до 30 хвилин. У 2014 було оголошено утворення спільної митної адміністрації для регіону.
Одним з мотивів активізації проєкту стало перенесення апарату центрального державного управління за межі Пекіну (з 2017 року) та відповідне полегшення екологічного та транспортного тиску на історичний центр міста.

## Результати
Загалом понад 2800 виробничих компаній і підприємств-забруднювачів у Пекіні були закриті, а понад 980 ринків і логістичних центрів були перенесені з 2014 року, повідомили в муніципальному уряді на пресконференції взимку 2021.. Чисельність постійного населення столиці була обмежена 23 мільйонами, що було однією з середньострокових цілей, поставлених настановою у 2015 році.
Координація також принесла людям у регіоні чистіше довкілля.
Всього за кілька років 11,25 мільйона домогосподарств у селах Хебей замінили свої вугільні котли на електричне опалення та опалення на природний газ, що внесло помітний внесок у покращення місцевого середовища.
У 2020 році середня концентрація PM2,5 у Пекіні, Тяньцзіні та Хебеї становила відповідно 38, 48 та 44,8 мікрограма на кубічний метр, що на 50 і більше відсотків у порівнянні з 2013 роком. Частка днів із гарною якістю повітря у трьох населених пунктах — близько 70 відсотків, що є найвищим рівнем з моменту першого збору даних у 2013 році.

### Цанчжоу, Хебей
Будучи найбільшим промисловим проєктом, запущеним у Хебеї з моменту скоординованого розвитку трьох населених пунктів, новий автомобільний завод Beijing Hyundai привів у Цанчжоу понад 40 допоміжних компаній, створивши кластер автомобільної промисловості в місті.
За 2014—2020 роки Хебей прийняв понад 24 771 юридичну особу, переведену з Пекіна та Тяньцзіня, і підписав контракти з понад 40 000 торговців на оптових ринках, згідно з даними уряду провінції.

### Підцентр Пекіна
Пекін перемістив адміністративні відділи муніципальної влади до свого підцентру — району Тунчжоу у східному передмісті, де будується підземний транспортний вузол площею 1,28 млн регіональних та міжміських залізниць, а також кількох ліній метро.

### Новий район Сюн'ань
У квітні 2017 року Китай оголосив про створення нового району Сюн'ань. Китайські планувальники передбачали, що до середини століття Сюн'ань стане значною частиною міського кластера «Цзінь-Цзінь-Цзі» світового класу. Ряд наукових та інноваційних проєктів з Пекіна було реалізовано в Сюн'ані.

### Кремнієва долина Китаю
Beijing's Zhongguancun нині служить важливим джерелом технологічних інновацій у регіоні «Цзінь-Цзінь-Цзі». До кінця 2020 року підприємства в Чжунгуаньцуні створили понад 8600 філій у Тяньцзіні та Хебей. Загальний оборот технологічних контрактів Пекіна, які надходять до двох населених пунктів, перевищив 140 мільярдів юанів (близько 21,7 мільярда доларів США).
Спільне будівництво інноваційних платформ призвело до постійного покращення інноваційного потенціалу регіону. Згідно з нещодавньою доповіддю Пекінського інституту розвитку Пекінського університету, з 2013 по 2018 рік регіональний індекс спільної інновації зріс більш ніж у чотири рази, а кількість спільних патентів у трьох регіонах зросла майже на 50 відсотків.
Регіональна координація також витримала випробування триваючим спалахом COVID-19.